# بريدي بانوميونغ
بريدي بانوميونغ (بالتايلندية: ปรีดี พนมยงค์)‏ (و. 1900 – 1983 م) هو سياسي، ومحامي تايلندي، ولد في محافظة فرا ناخون سي أيوتثايا، توفي في باريس، عن عمر يناهز 83 عاماً.

## مناصب
تولى منصب رئيس وزراء تايلاند (24 مارس 1946–23 أغسطس 1946)
.

## التعليم
تعلم في جامعة باريس
.

## جوائز
حصل على جوائز منها:
- وسام الصليب الأكبر لجوقة الشرف
- وسام أسد هولندا
- نيشان سيكاتونا
- Order of Vasa [الإنجليزية]‏
- وسام القديسين موريس ولعازر [الإنجليزية]‏
- وسام الشمس
- وسام المليون فيل والمظلة البيضاء [الإنجليزية]‏
- صليب وسام الاستحقاق العسكري الإسباني [الإنجليزية]‏
- نجم جمهورية إندونيسيا
- وسام الشرف للخدمات المقدمة إلى جمهورية النمسا
- وسام إيزابيلا الكاثوليكية
- وسام الصليب الأعظم من وسام القديسين موريس ولعازر  [لغات أخرى]‏
- نيشان الفيل الأبيض
- الوشاح الأعظم لوسام ليوبولد
- الوشاح الأكبر لوسام الشمس المشرقة
- وسام الصليب الأكبر من رتبة القديسان ميخائيل وجرجس
- نيشان تاج تايلاند
- Knight Grand Cross of the Order of Vasa  [لغات أخرى]‏
- نيشان الجواهر التسع
- وسام النسر الألماني [الإنجليزية]‏
- نيشان تشولا تشوم كلاو
- Grand Cross of the Royal Order of Cambodia ‏

## روابط خارجية
- بريدي بانوميونغ على موقع الموسوعة البريطانية (الإنجليزية)
- بريدي بانوميونغ على موقع مونزينجر (الألمانية)